# غوردون راي روبرتس
غوردون راي روبرتس (بالإنجليزية: Gordon Ray Roberts)‏ هو عسكري أمريكي، ولد في 14 يونيو 1950 في ميدلتاون في الولايات المتحدة.